# Виртуоз (фильм, 1990)
«Виртуоз» — кинофильм. Экранизация произведения, автор которого — Цзинь Юн.

## Сюжет
Поздние годы правления династии Мин в Китае. Из императорской библиотеки похищен свиток с ценными секретами боевых искусств. В борьбу за свиток включаются юный мастер клинка и его приятель, их учитель, а также японские самураи, тайная китайская секта, племя воинственных заклинательниц змей, конкурирующая школа боевых искусств и другие.

## В ролях
- Сэм Хёй — Лин Вучхун;
- Джеки Чён — Ауён Чхюнь;
- Сесилия Ип — Нгок Линсань;
- Шарла Чун — Ям Ин-ин;
- Фенни Юнь[кит.] — Синий Феникс;
- Лау Сиумин[кит.] — Нгок Паткхуань;
- У Ма[кит.] — Кхук Ён;
- Юнь Ва[кит.] — Чо Лансим;
- Лау Сёнь[кит.] — евнух Лау Ченфун;
- Лам Чинъин — Цюй Ян.